# 月津村
月津村（つきづむら）は、石川県江沼郡に存在した村。
月津は元は「着津」とも表記され、柴山潟の船着場に由来するとも言われる。

## 地理
- 現在の小松市西部及び加賀市北東部。柴山潟を囲む形の村だった。現在の北陸本線粟津駅西方から片山津温泉の北方辺りに位置し、ほぼ平坦な地形である。
- 農業の他、柴山潟での漁業も行われていた。
- 月津には円墳である茶臼山古墳がある。

## 歴史
- 1889年（明治22年）4月1日 - 町村制の施行により、江沼郡月津村、月津新村、額見村、矢田村及び矢田新村の区域をもって、江沼郡月津村が発足する。
- 1896年（明治29年）4月1日 - 篠原村の区域の内、大字柴山の区域を編入する。
- 1955年（昭和30年）4月1日 - 大字柴山の区域は江沼郡片山津町に、他の5大字の区域は小松市に編入する。大字月津新は四丁町に名称を変更する。